# Frisdrank

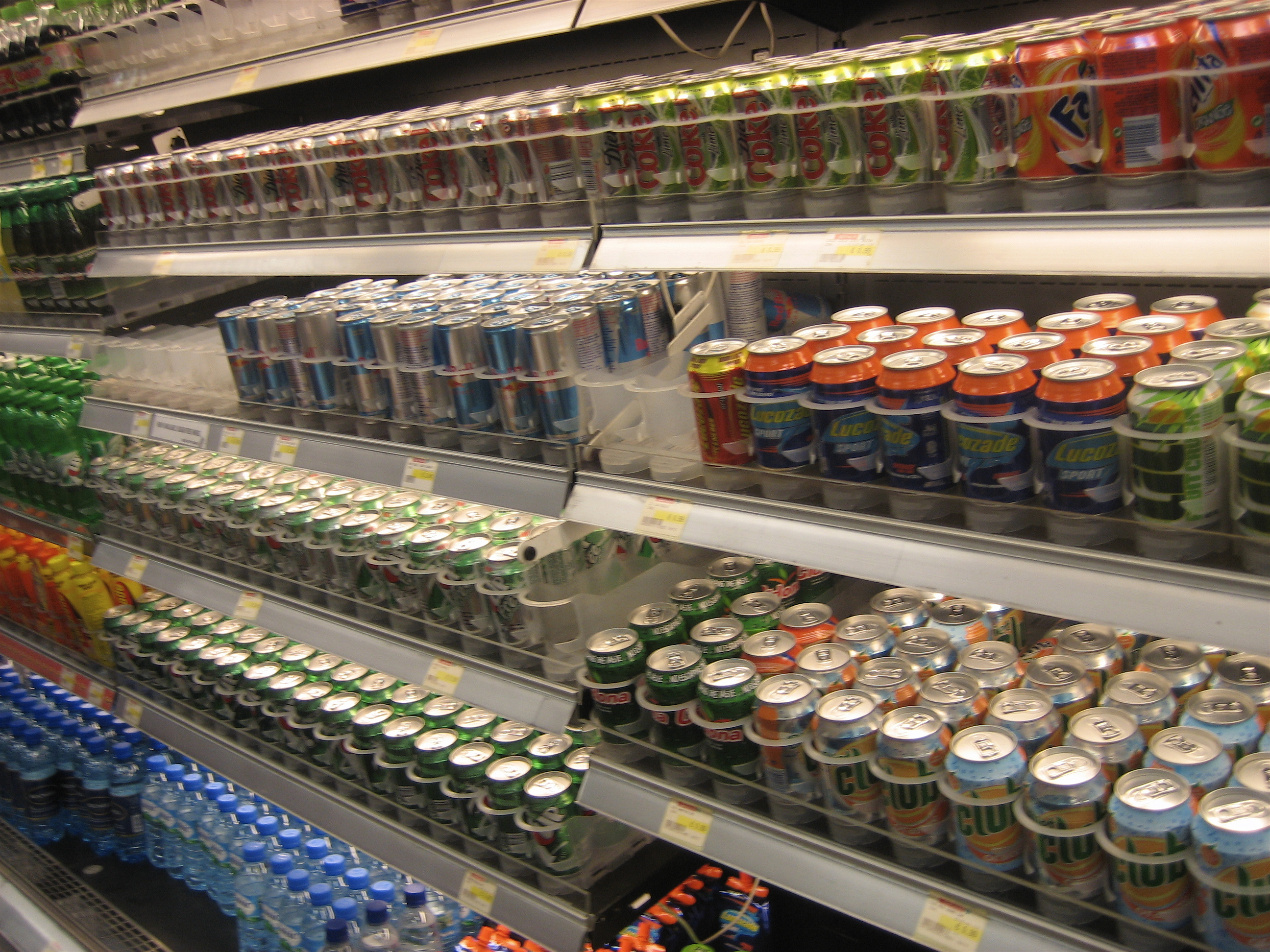
Frisdranken in een supermarkt

Frisdrank is het in 1956 door reclamemaker Dick Schiferli bedachte woord voor koolzuurhoudende limonade. Het wordt ook wel priklimonade, prik of fris genoemd. In ruimere zin worden, volgens de Nederlandse Warenwet, ook niet-koolzuurhoudende limonades, sportdranken en energiedranken tot de frisdranken gerekend.
Een typische frisdrank bestaat uit koolzuurhoudend water waaraan aroma's (of echte vruchten-extracten) en eventueel andere hulpstoffen zijn toegevoegd, met in de regular variant toegevoegde suiker, en in de no sugar / light variant(en) kunstmatige zoetstoffen. Deze laatste hebben veel minder calorieën, vaak verwaarloosbaar weinig.
Frisdrank behoort tot de rode zone van de voedingsdriehoek (oftewel, het komt daar niet in voor).
In het Surinaams-Nederlands wordt deze drank 'soft' genoemd, afgeleid van het Engelse softdrink.
Van 1984 tot 2015 was in Hilvarenbeek het Nationaal Likeur & Frisdrankenmuseum Isidorus Jonkers gevestigd.

## Geschiedenis

### Limonade
In de zeventiende eeuw werden in Italië al gesuikerde vruchtendrankjes, 'limoenades', genuttigd. Oorspronkelijk werden de drankjes genoemd naar de vrucht waarvan zij waren afgeleid: naast de limoenade bestond er orangeade (van sinaasappelen, in het Frans oranges) en grenadine (van granaatappelen, in het Frans grenades). Langzamerhand werd limonade de overkoepelende naam. In 1676, verkreeg de Compagnie de Limonadiers in Parijs het alleenrecht op limonadeverkoop.

### Koolzuur

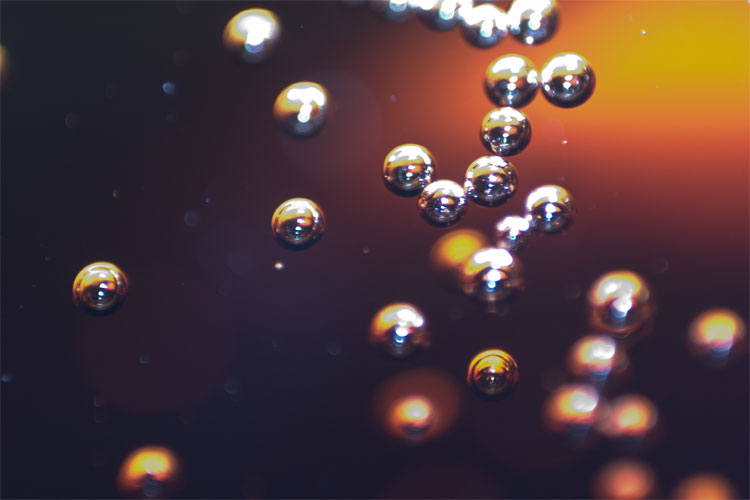
Koolzuur in cola

De Schotse chemicus Joseph Black ontdekte koolzuurgas in het begin van de jaren 1750.
De Engelse scheikundige Joseph Priestley bedacht rond 1770 een methode koolzuurgas aan water toe te voegen. De Zweed Tobern Bergman probeerde rond diezelfde tijd de vermeende genezende werking van natuurlijk bronwater te imiteren door, behalve koolzuur, mineralen aan water toe te voegen.
De in Zwitserland wonende Duitse juwelier (horlogemaker) Jacob Schweppe patenteerde in 1783 een eigen methode om water van koolzuur te voorzien. Samen met de Nederlander Henri Albert Gosse, Jacques Paul en diens zoon Nicolas begon Schweppe in 1790 in Zwitserland een mineraalwaterfabriek. Nicholas Paul ontwierp voor het water een rond flesje dat niet rechtop kon staan. Hierdoor droogde de kurk niet uit. Omdat het water vooral in Engeland populair bleek, begon Schweppe in 1798 onder de naam Schweppes & Co een eigen mineraalwaterfabriek in dat land. Het product werd soda water genoemd. In het jaar 1834 werd het bedrijf overgenomen door John Kemp-Welch en William Evill. Deze twee zorgden voor een uitbreiding van het productassortiment door koolzuurgas aan water met limonadesmaak toe te voegen. Een kleine twee jaar later werden ze benoemd tot hofleverancier van koningin Victoria. In het jaar 1870 produceerden zij ook de dranken tonic en ginger ale.
Het drankje tonic bevatte kinine, oorspronkelijk een geneesmiddel tegen malaria. Daarom was het drankje vooral bij de Britten in India populair. In moderne frisdrank zijn de hoeveelheden kinine in de tonic te gering om enig geneeskundig effect te hebben, maar het wordt nog toegevoegd vanwege de smaak.

### Soda-rage in de VS
In 1807 maakte Townsend Speakman in de Verenigde Staten het eerste koolzuurdrankje met vruchtensmaak: Neophyte Julep. Het werd door een bevriende huisarts als medicijn aan zijn patiënten voorgeschreven. Het gebruik van dergelijke medicinale tonics groeide uit tot een rage. In apotheken ontstonden barretjes waar bezoekers een drankje konden nuttigen. In 1819 patenteerde Samuel Fahnestock voor dergelijke uitspanningen een mineraalwatertap: de soda fountain. Smaakstoffen werden ter plekke aan het zogenoemde sodawater toegevoegd. Aan de drankjes werd een heilzame werking toegeschreven, maar ze dankten hun populariteit vooral aan het feit dat mensen ze lekker vinden. Omstreeks 1842 werd ook de verkoop van sodawater in flesjes populair in de VS.

### Soda pop
In 1851 is het in Ierland bedachte drankje ginger ale de eerste frisdrank die onder een eigen soortnaam bekend werd. Vanaf 1861 werd dergelijk soda-water-met-een-smaakje soda pop genoemd. Diverse soda pops werden in de loop der jaren in de Verenigde Staten geïntroduceerd:
- 1885 – Dr Pepper Uitvinder: Charles Aderton
- 1886 – Coca-Cola Uitvinder: John Pemberton
- 1898 – Pepsi Cola Uitvinder: Caleb Bradham
- 1929 – 7Up Uitvinder: Charles Leiper Grigg

In 1892 leverde William Painter een belangrijke bijdrage aan de geschiedenis van de frisdrank door de kroonkurk uit te vinden.

### Soda Stream
In 1903 vindt Guy Gilbey van London Gin Distillers de Soda Stream uit. Dit was een apparaat waarmee men thuis koolzuur kan toevoegen aan leidingwater. Het apparaat werd voornamelijk gebruikt door butlers in de landhuizen van Britse aristocraten. In de jaren 1920 werden smaken geïntroduceerd die konden worden toegevoegd.

### Europa
De massaconsumptie van frisdrank kwam pas na de Tweede Wereldoorlog, vanuit Noord-Amerika naar Europa en de rest van de wereld overwaaien. In 1952 was Kirsch-ale de eerste light-frisdrank in de VS. Frisdrank kwam in andere verpakkingen dan glas beschikbaar, na de introductie van het aluminium blikje in 1957, en de petfles in 1973.
Een Nederlander dronk in 2006 gemiddeld 98 liter frisdrank. Dat was 1 procent meer dan in 2000.

## Portiegrootte
In 2013 werd in New York een verordening voorgesteld die de verkoop in de horeca van porties frisdrank, groter dan 454 ml (bijna een halve liter) wilde verbieden. Men wilde zo (in het geval van de regular variant) het publiek beschermen tegen de inname van te veel calorieën. De rechter heeft deze verordening echter ongeldig verklaard.

## Gevolgen inname frisdrank voor de gezondheid
Frisdrank zit, althans de reguliere, 'klassieke' variant, vol suiker en bevat daarnaast meestal verschillende toegevoegde chemicaliën. Suiker heeft een hoge calorische waarde, maar verder hebben frisdranken geen waarde voor de voeding. Er is veel onderzoek gedaan naar de gevolgen van frisdrankconsumptie. Daarbij is aangetoond dat een grote, regelmatige inname van suikerhoudende frisdrank kan leiden tot een of meer van de volgende gezondheidseffecten:
- overgewicht
- verhoogde (verstoorde) bloedsuikerspiegel, met verhoogde kans op diabetes
- verhoogd risico op kanker
- slaapstoornis
- aantasting van het gebit, met name door tanderosie
- leververvetting
- botontkalking door calciumverlies
- hart- en vaatziekten

Verder blijkt er een causale relatie te bestaan tussen het dagelijks drinken van 1 of meer glazen frisdrank, en onvruchtbaarheid bij zowel vrouwen als mannen. Het krijgen van kinderen zou hierdoor moeilijker worden. Bij de consumptie van fruitsappen en light-dranken is deze relatie vele malen kleiner. 

### Effect op het gebit
Frisdrank bevat zuren, en is mede daarom schadelijk voor het gebit. De zuurgraad van frisdranken tast de tanden aan. Uiteindelijk leidt dit tot tanderosie. Bij tanderosie lost het tandglazuur op door zuurinwerking. Tandglazuur is belangrijk als beschermlaagje voor de tanden. Het zuur van frisdranken, maar ook andere zure voedingsmiddelen, zoals tafelzuur, tast de tanden aan. Dit kan weer ernstige gevolgen hebben voor de gezondheid. Specialisten raden aan het gebruik van frisdranken te matigen, en om na elke maaltijd te poetsen. Het wordt echter afgeraden om de tanden te poetsen direct na het drinken van frisdranken, omdat het zuur in frisdrank het oppervlak van tanden en kiezen zachter maakt. Als er dan meteen wordt gepoetst kan de glazuurlaag worden weggepoetst.

### Verband inname frisdrank en gedrag van kinderen
Wetenschappelijk onderzoek uit 2013 onder 5 jaar oude kinderen, toonde aan dat 5-jarigen die veel suikerhoudende frisdrank drinken, hoger scoren op agressief gedrag. Zij bleken sneller geneigd om andermans bezittingen te vernielen, of om over te gaan tot fysiek geweld. Een onderzoek uit 2014 onder middelbare scholieren, toonde een relatie aan tussen een hoge inname van frisdrank en een verhoogde neiging tot gebruik van geweld, depressie en zelfmoord.  Of het in beide onderzoeken gebleken verband om een causaal verband gaat, of slechts om een correlatie, is echter niet goed vast te stellen. 